# Monopeltis remaclei
Espèce
Monopeltis remaclei est une espèce d'amphisbènes de la famille des Amphisbaenidae.

## Répartition
Cette espèce est endémique du sud de la République démocratique du Congo.

## Publication originale
- Witte, 1933 : Description de deux amphisbaenides nouveaux du Congo Belge. Revue de Zoologie Africaine, vol. 23, n. 2, p. 168-171.